# Země
Země je třetí planeta sluneční soustavy se střední vzdáleností od Slunce asi 1 au, zároveň největší terestrická planeta v soustavě a jediné planetární těleso, na němž je dle současných vědeckých poznatků potvrzen život. Země vznikla před 4,6 miliardami let a krátce po svém vzniku získala svůj jediný přirozený satelit – Měsíc. Země obíhá kolem Slunce po elipse s velmi malou excentricitou dráhy. Země jako domovský svět lidstva má mnoho názvů v závislosti na národu, mezi nejznámější patří název latinského původu Terra, či řecký název Gaia.
Země je dynamická planeta, která se skládá z jednotlivých zemských sfér. Jedná se o nedokonalou kouli s rovníkovým poloměrem cca 6 378,14 km (a průměrným poloměrem cca 6371,0 km), uprostřed se nachází malé pevné jádro obklopené polotekutým vnějším jádrem, dále pak pláštěm a zemskou kůrou, která se dělí na oceánskou a kontinentální. Zemská kůra je tvořena litosférickými deskami, které jsou v neustálém pohybu vlivem procesu nazývaného desková tektonika. Na povrchu Země se vyskytuje hydrosféra v podobě souvislého oceánu kapalné vody, který zabírá přibližně 71 % zemského povrchu. Na velmi úzkém pásu rozhraní mezi litosférou a atmosférou se nachází biosféra, živý obal Země, který je tvořen živými organismy. Jeho činností došlo k přeměně části litosféry na půdní obal Země, tzv. pedosféru. Celou planetu obklopuje hustá atmosféra tvořená převážně dusíkem a kyslíkem, což jsou plyny vytvářející směs obvykle nazývanou jako vzduch.
Astronomický symbol Země sestává z kříže v kruhu, reprezentujícího poledník a rovník: ; v jiných variantách je to královské jablko s křížem vysunutým nad kruh: . Kromě slov odvozených od Terra, jako je terestrický, obsahují pojmy vztahující se k Zemi také prefix telur- nebo tellur- (např. telurický, tellurit podle bohyně Tellūs) a geo- (např. geocentrický model, geologie).
Planeta Země je domovským světem lidstva, které je na Zemi rozděleno do přibližně 200 nezávislých států. Tyto státy a v nich žijící národy a etnické skupiny jsou ve vzájemném působení prostřednictvím Organizace spojených národů, jiných mezinárodních organizací a mezistátních a mezinárodních aktivit jako jsou diplomacie, obchod, doprava, cestování a vědecká a kulturní výměna.

## Vznik Země
Země vznikla podobně jako ostatní planety slunečního systému přibližně před 4,6 miliardami let akrecí z pracho-plynného disku, jenž obíhal kolem rodící se centrální hvězdy, tj. Slunce. Srážkami prachových částic se začala formovat malá tělesa, která svou gravitací přitahovala další částice a okolní plyn. Vznikly tak první planetesimály, které se vzájemně srážely a formovaly větší tělesa. Na konci tohoto procesu v soustavě vznikly čtyři terestrické protoplanety. Formování proto-Země trvalo zhruba 5 miliónů let. Vzájemné srážky planetesimál společně s teplem uvolněným z radioaktivních rozpadů roztavily větší část materiálu, který tvoří Zemi. Předpokládá se, že roztavený povrch se na planetě vyskytoval přibližně miliardu let.
Po zformování protoplanety pokračovalo masivní bombardování povrchu zbylým materiálem ze vzniku sluneční soustavy, což mělo za následek jeho neustálé přetváření, přetavování a přínos nového materiálu. Je dokonce možné, že celý povrch byl roztaven do podoby tzv. magmatického oceánu. Během této doby docházelo nejspíše i k diferenciaci pláště a jádra, když těžší prvky, jako např. železo, klesaly vlivem gravitační diferenciace do středu planety. Došlo ke vzniku těžkého jádra a pláště a lehké prvky se zasloužily o vznik kůry. Kůra začala vznikat jako první sféra, o čemž svědčí nálezy nejstarších hornin starých až 4 miliardy let. Uvnitř Země zůstala akumulovaná energie z předchozích období doplňována rozpady radioaktivních látek. Teplo se postupně uvolňovalo do svrchních oblastí, což způsobilo vznik aktivního vulkanismu, tektonických procesů a nejspíše i deskové tektoniky.
Z rozsáhlých lávových oblastí se uvolňovalo značné množství plynů (vodní páry, oxidu uhličitého apod.), které se přidalo k původní atmosféře tvořené převážně z vodíku a hélia. Během první miliardy let z atmosféry unikla převážná část vodíku a hélia, které si Země svojí gravitací nedokázala udržet. Neustálé dopady komet zvyšovaly obsah vodní páry v atmosféře. Současně docházelo k poklesu teploty atmosféry, která při poklesu přibližně na 300 °C umožnila vznik prvních výrazných srážek. Déšť se při dopadu na povrch okamžitě vypařil a v atmosféře opět zkondenzoval. Celý cyklus se nesčetněkrát opakoval, až vznikly postupně oceány. Přítomnost vody umožnila navazování uhlíku do hornin, což zmenšovalo jeho zastoupení, které se projevilo později ve vzniku života.
Předpokládá se, že první život na Zemi vznikl před 4 miliardami let v dobách, kdy byla atmosféra ještě obohacena volným vodíkem, který působil jako reakční činidlo v řadě chemických reakcí potřebných pro vznik organických látek. První primitivní organismy vznikly ve vodě, kde začaly s produkcí atmosférického kyslíku, jenž byl do té doby v atmosféře jen vzácným plynem. Postupnou činností zelených rostlin došlo k přetvoření atmosféry na dnešní podobu, kdy je kyslík jedním z hlavních prvků ve složení vzduchu. Volný molekulární kyslík v horních vrstvách vlivem dopadajícího slunečního záření se štěpil na atomy a při následném zpětném spojování vznikal tříatomový ozón. Vznikla tak vrstva, která zabraňovala (a dosud brání) dopadu škodlivého ultrafialového záření na povrch Země, což umožnilo rozšíření života i mimo vodní prostředí. Rozšířením života se na Zemi začal do atmosféry uvolňovat i další plyn, dusík, který vznikal jako výsledek rozkladných procesů organických látek.

## Fyzikální charakteristiky
Země je terestrická planeta, což označuje její kamenitý pevný povrch oproti plynným obrům, jako jsou Jupiter či Saturn, které jsou tvořeny převážně plynem. Země je největší terestrická planeta sluneční soustavy, a to jak ve velikosti, tak i v hmotnosti. Mimo tato dvě prvenství je Země také mezi terestrickými tělesy planeta s největší hustotou, s největší povrchovou gravitací, nejsilnějším magnetickým polem a nejrychlejší rotací. V současnosti je to také jediná planeta, na které je možné pozorovat aktivní deskovou tektoniku.

### Tvar Země

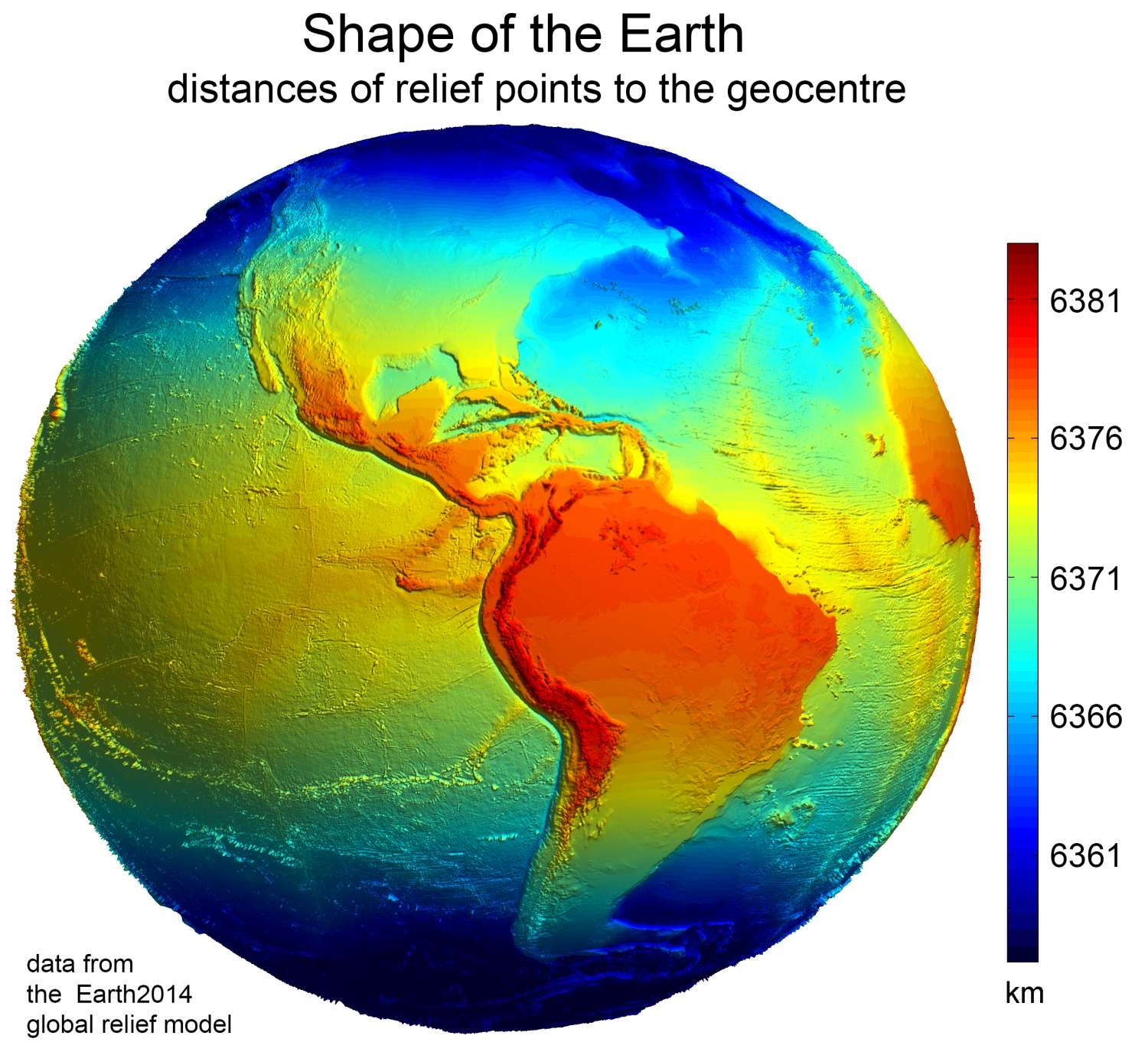
Tvar planety Země. Zobrazeny vzdálenosti mezi povrchem reliéfu a geocentrem. V Jižní Americe jsou vrcholy And viditelné jako zvýšené oblasti. Data z modelu Earth2014.

Poloměr Země je skoro 6,4 tisíce kilometrů, z čehož plyne relativně malá křivost povrchu. Zakřivení způsobená geologickou aktivitou jsou mnohem výraznější než zakřivení vzniklá v důsledku kulatosti. Proto se lidé ve starověku domnívali, že Země je celkově plochá. Proti tomuto názoru ale postupně svědčily různé vědecké poznatky a pozorování. Staří Řekové například pozorovali, že jižní souhvězdí v jižnějších oblastech vycházejí výš nad obzor a také pozorovali, že při zatmění Měsíce Země vrhá vždy kruhový stín. Velikost Země poprvé spočítal Eratosthenés z Kyrény podle rozdílu v délce poledního stínu mezi Asuánem a Alexandrií.
Kulatost Země (stejně jako jiných planet, Slunce i Měsíce) je dána vlastnostmi gravitační síly, která působí centrálně kolem těžiště a má sférickou symetrii. Tvar dokonalé koule je však narušen. Lepším přiblížením skutečnosti je rotační elipsoid s malou excentricitou. Vzdálenost pólů je přibližně o 43 km menší než střední rovníkový průměr. To je způsobeno rotací Země kolem své osy, která způsobuje odstředivou sílu. Ta směřuje od osy rotace a vektorově se skládá s gravitační silou, z čehož plyne, že na pólech je největší tíhové zrychlení a na rovníku nejmenší. Rovnoběžky jsou tedy kružnice, zatímco poledníky jsou elipsy s malou výstředností. Skutečný tvar je ještě složitější a pro jeho matematický popis se užívá pojem geoid. Nejvzdálenějším místem od středu Země je díky jejímu zploštění vrcholek hory Chimborazo.

### Geologické složení
Země je, nejspíše jako ostatní terestrické planety, vnitřně diferencována na vnější křemíkovou pevnou kůru a vysoce viskózní plášť. K této diferenciaci došlo během roztavení materiálu v rané fázi jejího vzniku, kdy vlivem gravitace těžší prvky směřovaly do středu planety. Tento proces měl za následek vznik malého kompaktního vnitřního jádra – tzv. jadérka, které je dle současných poznatků nejspíše pevné a tvořené převážně železem (86,2 %) a niklem (7,25 %). Nad tímto pevným jádrem o poloměru 1278 km se nachází vnější jádro tvořené roztavenou polotekutou směsí železa, niklu, kobaltu a síry a zasahující do vzdálenosti 2900 km, kde je od zemského pláště odděleno Gutenbergovou diskontinuitou. Tekuté vnější jádro umožňuje existenci slabého magnetického pole vlivem konvekce jeho elektricky vodivého materiálu.
Z jádra se neustále uvolňuje značné množství akumulovaného tepla, které má za následek pohyb roztaveného materiálu v zemském tělese. Teplejší materiál ohřátý na rozhraní pláště a jádra začíná v podobě plášťových chocholů stoupat a dostávat se k povrchu. Na některých místech pak dochází k proražení litosférických desek a úniku magmatu skrz sopky a trhliny v oceánských deskách. Mnoho hornin, z nichž je zemská kůra tvořena, se vytvořilo před méně než 100 milióny let; nejstarší známé žíly minerálů jsou 4,4 miliardy let staré, což znamená, že Země měla pevnou kůru přinejmenším po tuto dobu.
Zemské složení je značně variabilní dle toho, jaká část se zkoumá. Značně rozdílné složení vykazuje oceánská kůra od kontinentální, plášť od kůry apod. Předpokládá se, že globální zemské složení podle hmotnosti je následující:
| prvek     | železo | kyslík | křemík | hořčík | nikl | vápník | hliník | síra | sodík | titan | draslík | další |
| podíl v % | 34,1   | 28,2   | 17,2   | 15,9   | 1,6  | 1,6    | 1,5    | 0,7  | 0,25  | 0,071 | 0,019   | 0,53  |

### Vnitřní stavba

Řez Zemí od jádra k exosféře. Levá část obrázku není ve správném měřítku

Zemské těleso se skládá z několika vrstev tzv. geosfér, které na sebe volně navazují. Liší se od sebe složením, hustotou, tlakem a teplotou. Byly detekovány na základě šíření seismických vln. Tyto geosféry jsou směrem od jádra řazeny soustředně, tedy obepínají jádro. Jejich rozložení v tělese je z největší části ovlivněno hmotností látek, ze kterých jsou složeny.
Nejblíže povrchu se nachází litosféra, která má mocnost od 0 do asi 60 km (místně kolísá 5–200 km). Litosféra je složena ze
- zemské kůry s průměrnou mocností 0 až 35 km a
- svrchního pláště s mocností 35 až 60 km.

Zemský plášť je v hloubce cca 35 až 2890 km a v hloubce až 700 km se nachází astenosféra.
Pod pláštěm je situované jádro
- v hloubce 2890 až 5100 km vnější tekuté jádro a
- pod ním v hloubce 5100 až 6378 km vnitřní pevné jádro.

#### Zemské jádro
Průměrná hustota Země je 5515 kg/m3, což ji činí nejhustší planetou ve sluneční soustavě. Průměrná hustota materiálu na povrchu však činí jen asi 3000 kg/m3, těžší materiály se proto musí nacházet v zemském jádru. V raném období před asi 4,5 miliardami let byl povrch Země roztaven a hustší hmota klesala ke středu v procesu planetární diferenciace, zatímco lehčí materiály vyplavaly do zemské kůry. Následkem toho je jádro tvořeno především železem spolu s niklem a jedním nebo více lehčími prvky; těžší prvky, jako olovo nebo uran, jsou buď příliš vzácné, než aby byly významnými, nebo mají sklon se slučovat s lehčími prvky, a zůstaly proto v kůře (viz felsické horniny).
Jádro se dělí na dvě části:
- pevné vnitřní jádro s poloměrem ~1250 km a
- tekuté vnější jádro o vnějším poloměru ~3500 km, které se rozprostírá kolem něj.

Rozděluje je Diskontinuita Lehmanové v jádře. Všeobecně se předpokládá, že vnitřní jádro je pevné a složené především ze železa a z menší části z niklu. Někteří obhajují názor, že vnitřní jádro by mohlo být ve formě jediného krystalu železa. O vnějším jádru obklopujícím vnitřní se soudí, že je složeno ze směsi tekutého železa a niklu a stopového množství lehčích prvků. Obecně se věří, že konvekce ve vnějším jádru kombinovaná s mícháním způsobeným zemskou rotací způsobuje zemské magnetické pole procesem popsaným teorií dynama. Pevné vnitřní jádro je příliš horké, než aby bylo nositelem stálého magnetického pole, pravděpodobně však přispívá ke stabilizaci pole generovaného tekutým vnějším jádrem.
Na jádro tak připadá okolo 31 % celkové hmotnosti Země. Poslední důkazy naznačují, že vnitřní jádro Země nejspíš rotuje poněkud rychleji než zbytek planety o asi ~0–2° za rok.

#### Zemský plášť

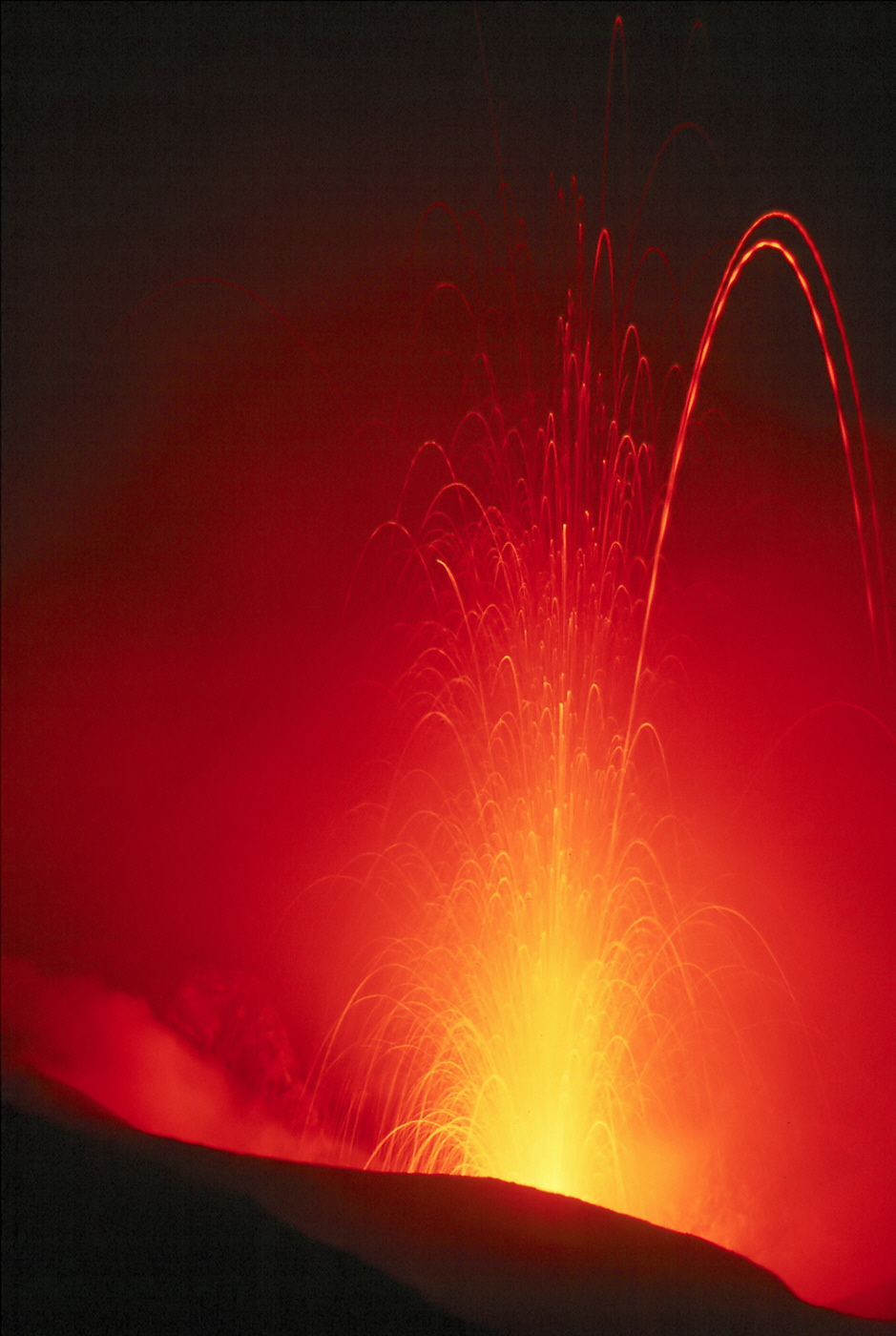
Sopky představují jediný způsob, jak se dostat k horninám tvořícím zemský plášť. Na záběru je sopka Stromboli.

Zemský plášť je jedna z vrstev Země, shora vymezená zemskou kůrou a zespodu zemským jádrem, odděleným Gutenbergovou diskontinuitou. Z geofyzikálního i geochemického hlediska může být zemský plášť rozdělen na svrchní a spodní plášť a přechodovou zónu, která se nachází mezi nimi. Většinu současných poznatků o plášti se podařilo získat během 20. století podrobnou analýzou příchodů seismických vln. V plášti probíhá neustále plášťová konvekce, která souvisí s deskovou tektonikou a jejíž obraz můžeme získat pomocí seismické tomografie.
Zemský plášť jako celé těleso tvoří přibližně 69 % zemské hmotnosti a 84 % celkového objemu. Předpokládá se, že jeho svrchní část je tvořená převážně z křemičitanů železa a hořčíků a spodní část převážně z oxidů a sulfidů železa, hořčíku a dalších kovů. Hmota pláště je ve velmi pozvolném pohybu, čímž dochází k výměně tepla a materiálu mezi jednotlivými oblastmi. Teplo se nejspíše získává z rozpadu radioaktivních látek, jako je draslík.

#### Zemská kůra
Tloušťka zemské kůry kolísá od 5 do 70 km v závislosti na místě, kde se nachází. Nejtenčí částí je oceánská kůra na dně oceánů složená z mafických hornin bohatých na křemík, železo a hořčík. Silnější je kontinentální kůra, která má menší hustotu a obsahuje především vrstvu složenou z felsických hornin bohatých na křemík, sodík, draslík a hliník. Za rozhraní mezi kůrou a pláštěm lze označit dva fyzikálně odlišné jevy. Především existuje diskontinuita v rychlosti seismických vln, která je známá jako Mohorovičićova diskontinuita. Za příčinu této diskontinuity je považována změna ve složení hornin od hornin obsahující plagioklasy (nahoře) až po horniny, které žádné živce neobsahují (dole). Jiným jevem je chemická diskontinuita mezi ultramafickými horninami a natavenými harzburgity, jak ji lze pozorovat v hlubokých částech oceánské kůry, které byly obdukovány do kontinentální kůry a uchovány jako ofiolitické sekvence.

### Povrch
Celkový povrch Země je 510 065 284,702 km2,[zdroj?] ale větší část povrchu (70,8 %) je pokryta Světovým oceánem kapalné vody, což představuje 361 126 221,569 km2.[zdroj?] Oproti tomu souš zabírá 29,2 %, což odpovídá 148 939 063,133 km2.[zdroj?] Oceány a pevnina nejsou na světě rozmístěny rovnoměrně, ale většina souše připadá na severní polokouli. Jižní polokoule je pak tvořena převážně oceány. Souš je na zemském povrchu rozdělena nepravidelně do sedmi velkých oblastí nazývaných kontinenty. Jsou jimi Eurasie, Amerika, Afrika, Antarktida a Austrálie. Jádra kontinentů jsou tvořeny stabilními platformami (štíty), které jsou zpravidla staré několik miliard let.
| N60-90, W150-180                                                                           | N60-90, W120-150 | N60-90, W90-120 | N60-90, W60-90 | N60-90, W30-60 | N60-90, W0-30 | N60-90, E0-30 | N60-90, E30-60 | N60-90, E60-90 | N60-90, E90-120 | N60-90, E120-150 | N60-90, E150-180 |
| N30-60, W150-180                                                                           | N30-60, W120-150 | N30-60, W90-120 | N30-60, W60-90 | N30-60, W30-60 | N30-60, W0-30 | N30-60, E0-30 | N30-60, E30-60 | N30-60, E60-90 | N30-60, E90-120 | N30-60, E120-150 | N30-60, E150-180 |
| N0-30, W150-180                                                                            | N0-30, W120-150  | N0-30, W90-120  | N0-30, W60-90  | N0-30, W30-60  | N0-60, W0-30  | N0-60, E0-30  | N0-60, E30-60  | N0-60, E60-90  | N0-60, E90-120  | N0-60, E120-150  | N0-60, E150-180  |
| S0-30, W150-180                                                                            | S0-30, W120-150  | S0-30, W90-120  | S0-30, W60-90  | S0-30, W30-60  | S0-30, W0-30  | S0-30, E0-30  | S0-30, E30-60  | S0-30, E60-90  | S0-30, E90-120  | S0-30, E120-150  | S0-30, E150-180  |
| S30-60, W150                                                                               | S30-60, W120     | S30-60, W90-120 | S30-60, W60-90 | S30-60, W30-60 | S30-60, W0-30 | S30-60, E0-30 | S30-60, E30-60 | S30-60, E60-90 | S30-60, E90-120 | S30-60, E120-150 | S30-60, E150-180 |
| S60-90, W150-180                                                                           | S60-90, W120-150 | S60-90, W90-120 | S60-90, W60-90 | S60-90, W30-60 | S60-90, W0-30 | S60-90, E0-30 | S60-90, E30-60 | S60-90, E60-90 | S60-90, E90-120 | S60-90, E120-150 | S60-90, E150-180 |
| každý čtverec o hraně 30 stupňů, 1800 px; projekce mapy úhlojevná, zkreslení délek a ploch |                  |                 |                |                |               |               |                |                |                 |                  |                  |

Povrch Země je značně nestejnorodý s velkou výškovou rozdílností. Oceánské oblasti tvořené oceánskou kůrou vytváří obrovské deprese, které vzhledem k nulové nadmořské výšce zasahují několik kilometrů pod její úroveň. Největšího hloubkového extrému dosahuje oceánské dno v oblasti Marianského příkopu v Tichém oceánu, kde dosahuje hodnoty −10 911 m (měření z roku 1995). Kontinentální kůra je oproti tomu většinou nad touto nulovou hodnotou. Suchozemské maximum je dosaženo na vrcholku nejvyšší hory Země Mount Everestu a to 8 849 m (měření z let 2019 a 2020).
Povrch Země je vlivem endogenních a exogenních pochodů neustále přetvářen. Vlivem vnitřních pochodů Země vznikají pásemná pohoří či tabule. Sopečná činnost vynáší z nitra Země nový materiál, který je ukládán jak vertikálně, tak i horizontálně. Horstva jsou vlivem erozivních činitelů opět zahlazována, čímž dochází ke vzniku sedimentů a rozsáhlých rovinatých oblastí.

### Stratigrafie a vývoj povrchu

Animace ukazuje předpokládaný rozpad kontinentů a jejich následný posun na Zemi

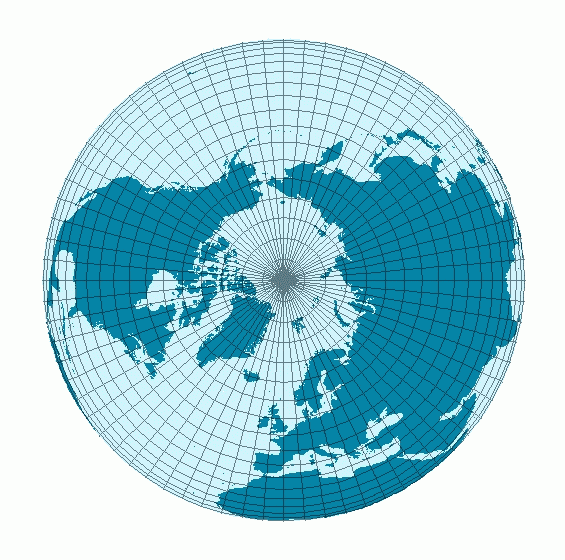
Severní polokoule

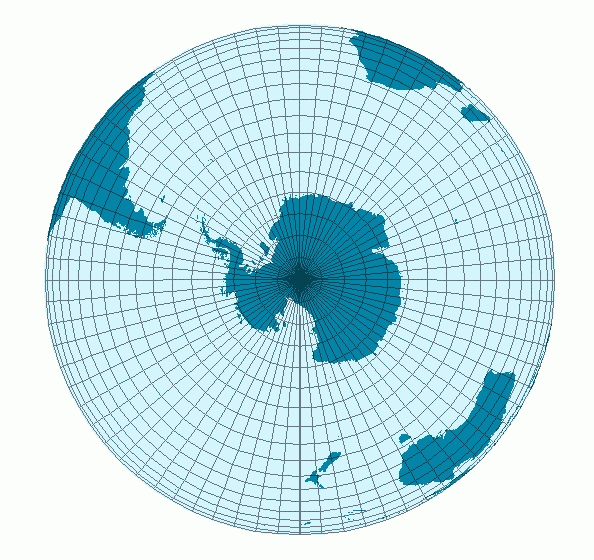
Jižní polokoule

Rozvržení souše a oceánů jaké je známo dnes, nebylo po celou dobu historie Země vždy stejné, ale v průběhu času se vlivem pohybu litosférických desek značně měnilo. Měnily se jak velikosti, tak rozložení kontinentů, vznikala nová moře, která přecházela v oceány, a jiné zase zanikaly a zmenšovaly se. Často docházelo také ke vzájemným kolizím, ponořováním a dalším pohybům, které zcela měnily tvář Země. V současnosti je možné zpětně odvozovat podobu kontinentů a pohyby litosférických desek na základě mnoha poznatků. Na druhou stranu je nutno podotknout, že se tvář Země měnila po celou dobu existence Země, ale vědecká obec se není schopna shodnout na pohybech litosférických desek starších než 1,3 miliardy let.
Nejstarší doklady naznačují, že před 1,3 miliardami let se na Zemi začal formovat srážkou tří až čtyř kontinentů superkontinent Rodinie, který umožnil vznik pohoří na okrajích Severní Ameriky a západní Evropy. Předpokládá se, že superkontinent existoval přibližně půl miliardy let. Před 750 milióny let se Rodinie začala rozpadat na 8 menších kontinentů s jádrovou oblastí Laurentie odpovídající přibližně dnešní Severní Americe. Na severu se oddělila budoucí východní Gondwana a na východě pak Baltika a Sibiř. Poblíž dnešního jižního pólu vznikla západní Gondwana. Kontinenty Západní Gondwana, Laurentie, Baltika a Sibiř se spojily v oblasti jižního pólu a vytvořily Protolaurasii. Její protiváhou byla Protogondwana (budoucí východní Gondwana), která ležela z větší části na severní polokouli.
Přibližně před 310 milióny let došlo k vytvoření nového základu pro další superkontinent v podobě Pangea, který se neustále vzájemnými kolizemi zvětšoval. Okolo Pangei se nacházel oceán Panthalassa. Přibližně před 200 milióny let v období jury se Pangea začíná rozpadat na Laurasii a Gondwanu. Tyto kontinenty oddělil oceán Tethys. Přibližně před 150 milióny let se začíná rozpadat Laurasie na Severní Ameriku a Eurasii, mezi nimi vzniká Atlantský oceán, který se začal postupně zvětšovat (trvá dodnes). Rozpad Gondwany nastává před 140 milióny let, kdy se rozpadá na Atlantiku, budoucí oblasti Jižní Ameriky, Afriky, Arábie a Indie, a na Antarktidu. Před 100 milióny let vzniká Indický oceán. Desky se neustále pohybovaly dále, až vznikl současný vzhled Země. V současnosti jsou desky neustále v pohybu a tvář Země se tak v budoucnosti značně změní. Velké riftové údolí v Africe se oddělí a stane se tak novým ostrovem, zatím co se celá Afrika bude posouvat na sever a spojí se tak s Evropou, čímž zanikne Středozemní moře, ale naopak se nárazem kontinentů zvětší Alpy, podobný případ jako u Indie s Asií.

#### Zeměpisné souřadnice
Vlivem gravitačního působení je Země formována do tvaru, jenž je velmi blízký kouli. Pro přesné určení pozice na této kouli, byly zavedeny zeměpisné souřadnice, které přesně definují polohu bodu na povrchu Země. Používané souřadnice jsou souřadnice geocentrické, tedy jejich střed leží ve středu Země. Zemské těleso protíná v oblasti severního a jižního pólu rotační osa. Rovina kolmá na ni a proložená středem Země představuje rovinu rovníku, která na povrchu Země tvoří kružnici, tzv. zemský rovník. Kolmo na rovník s počátky v obou pólech procházejí poledníky, které tak leží v rovině stejné jako zemská osa. Každým bodem na zemském povrchu prochází právě jeden poledník.
Ze zemského poledníku je definována námořní míle jako délka oblouku (při povrchu Země) s vrcholovým úhlem jedné úhlové minuty. Obvod kruhu má 360 stupňů, tedy 360×60=21600 úhlových minut. Obvod Země je tedy přibližně 21600 námořních mil nebo 21600×1,852=40003,2 km. Protože otáčka Země trvá 1440 minut, je rychlost zdánlivého pohybu slunce po povrchu Země 15 námořních mil za 1 min. Velikost časového pásma je 360/24=15 úhlových stupňů.
Pro početní operace zavedl sir George Airy v roce 1851 nultý poledník procházející anglickým Greenwichem v Londýně. Vzhledem k tomu, že tento nultý poledník se začal rychle používat v lodní dopravě pro námořní mapy, kde se stal dominantním, brzy byl přijat celosvětově i pro ostatní mapy.
Místní poledník procházející daným bodem určuje přesně východní a nebo západní zeměpisnou délku jako úhel mezi rovinou základního poledníku s rovinou místního poledníku daného bodu. Pro určení pozice daného bodu je potřeba ale znát i přesnou zeměpisnou šířku, která představuje úhel mezi rovinou rovníku a spojnicí středu Země s místní rovnoběžkou. Ta určuje severní a nebo jižní zeměpisnou šířku.

#### Kartografická zobrazení povrchu
Povrch Země se zakresluje do map, které jsou tak zmenšeným rovinným obrazem. Vědní obor zabývající se výrobou map je kartografie. Samotný vznik map je spojen se vzdělaností člověka, která umožnila chápání svého okolí a snahu o jeho zakreslení. S postupným vývojem představ člověka o Zemi se měnily i mapy, a to v závislosti na preferovaném tvaru Země. V novověku již definitivně zvítězil názor, že je Země kulatá, a tak se začaly mapy tomuto faktu přizpůsobovat.
Zakřivenou plochu skutečného povrchu nelze přímo rozvinout do roviny, a proto bylo potřeba najít vhodný způsob zakreslení. Vznikly referenční plochy, které se využívají pro kartografické zobrazení, jež se dělí dle zobrazovací plochy, polohy zobrazovací plochy a dle vlastnosti zakreslení.

#### Hydrosféra

Ekvidistantní válcová projekce složeného satelitního zobrazení Země

Histogram nadmořské výšky zemského povrchu

Země je jedinou planetou naší sluneční soustavy, jejíž povrch je pokryt kapalnou vodou. Hydrosféra pokrývá 71 % zemského povrchu (97 % z toho je mořská voda a 3 % sladká voda) a tvoří ji oceány a moře (dohromady označované jako světový oceán), na kontinentech pak řeky a jezera. Oběžná dráha, vulkanismus, gravitace, skleníkový efekt, magnetické pole a na kyslík bohatá atmosféra jsou jedinečné vlastnosti, které dohromady vytvořily ze Země vodní planetu.
Během formování Země se zde (kapalná) voda zřejmě nenacházela, protože při tehdejších podmínkách se musela vypařit. Předpokládá se, že vodu přinesly na Zemi později komety, které se formovaly v místech, kde se voda nacházela jen ve formě ledu. Komety přinášejí vodu na zemi stále, ale nejvíce se jí sem dostalo v období tzv. prvního velkého bombardování 10 až 100 miliónů let po vzniku sluneční soustavy.
Oběžná dráha Země leží za hranicí oběžných drah zaručujících dostatečné teplo pro kapalnou vodu. Bez některé z forem skleníkového efektu by byla voda na Zemi zamrzlá. Paleontologické nálezy naznačují, že v jednom okamžiku poté, co modrozelené sinice (Cyanobacteria) kolonizovaly oceány a vyčerpaly z atmosféry oxid uhličitý, selhal skleníkový efekt a podle jedné z teorií zemské oceány nejspíš zcela zamrzly na 10 až 100 miliónů let.
Na jiných planetách, jako je např. Venuše, byly molekuly vodních par rozloženy slunečním ultrafialovým zářením a vodík byl ionizován a odvanut slunečním větrem. Tento proces je pomalý, ale neúprosný. Jde o jednu z hypotéz vysvětlujících, proč nemá Venuše žádnou vodu. Bez vodíku kyslík reaguje s materiálem povrchu a ukládá se v pevných minerálech.
V zemské atmosféře existuje ve stratosféře tenká vrstva ozónu, která absorbuje většinu vysokoenergetického ultrafialového záření a efekt rozbíjení molekul tak potlačuje. Ozón se může tvořit jen v atmosféře s vysokým podílem volného dvouatomového kyslíku, jehož existence je závislá na biosféře (rostlinách). Magnetosféra také chrání ionosféru před přímým odfukováním slunečním větrem.
Nakonec se vulkanickou činností na povrch neustále dostává voda zevnitř planety. Zemská desková tektonika v procesu recyklace subdukuje do pláště uhlík a vodu ve formě vápencových hornin a uvolňuje je při vulkanické činnosti jako plynný oxid uhličitý a páru. Odhaduje se, že horniny v plášti mohou obsahovat až 10× více vody, než je nyní v oceánech, většina z této zadržované vody však nikdy nebude uvolněna.
Celková hmotnost hydrosféry je asi 1,4×1021 kg, přibližně 0,023 % z celkové hmotnosti Země.

##### Oceány a moře
Světový oceán je souvislý vodní obal planety Země, který je složen z oceánů, moří, zálivů a veškeré vodní masy, která je přímo s ním spojená, a je v něm soustředěna většina vody na Zemi. Tvoří souvislou vodní plochu se společnou hladinou, která ve skutečnosti osciluje kolem střední hodnoty vlivem vnějších faktorů (např. kvůli gravitačním vlivům Měsíce).

##### Jezera
Jezero je vodní nádrž, která je napájena povrchovou, srážkovou popř. podzemní vodou a není součástí světového oceánu. Celosvětově zaujímají jezera 1,8 % povrchu pevniny. Některá velká bezodtoká jezera se nazývají „vnitrozemskými moři“, zejména pokud obsahují slanou vodu (např. Kaspické moře, Mrtvé moře, Saltonské moře). Zkoumáním jezer se zabývá věda zvaná limnologie.

##### Řeky
Řeka je přirozený vodní tok. Ve srovnání s potokem má obvykle větší objemový průtok, délku nebo rozlohu povodí. Tok řeky můžeme rozdělit do tří částí:
- horní tok, s převahou eroze, charakteristické je říční údolí ve tvaru „V“ s minimem usazenin
- střední tok, kde se projevuje eroze i sedimentace, říční údolí je plošší a s již významným podílem usazenin. Koryto toku má tvar písmena „U“.
- dolní tok s převahou sedimentace – údolí je velice ploché, díky masivní sedimentaci vznikají rozsáhlé říční nivy.

#### Atmosféra

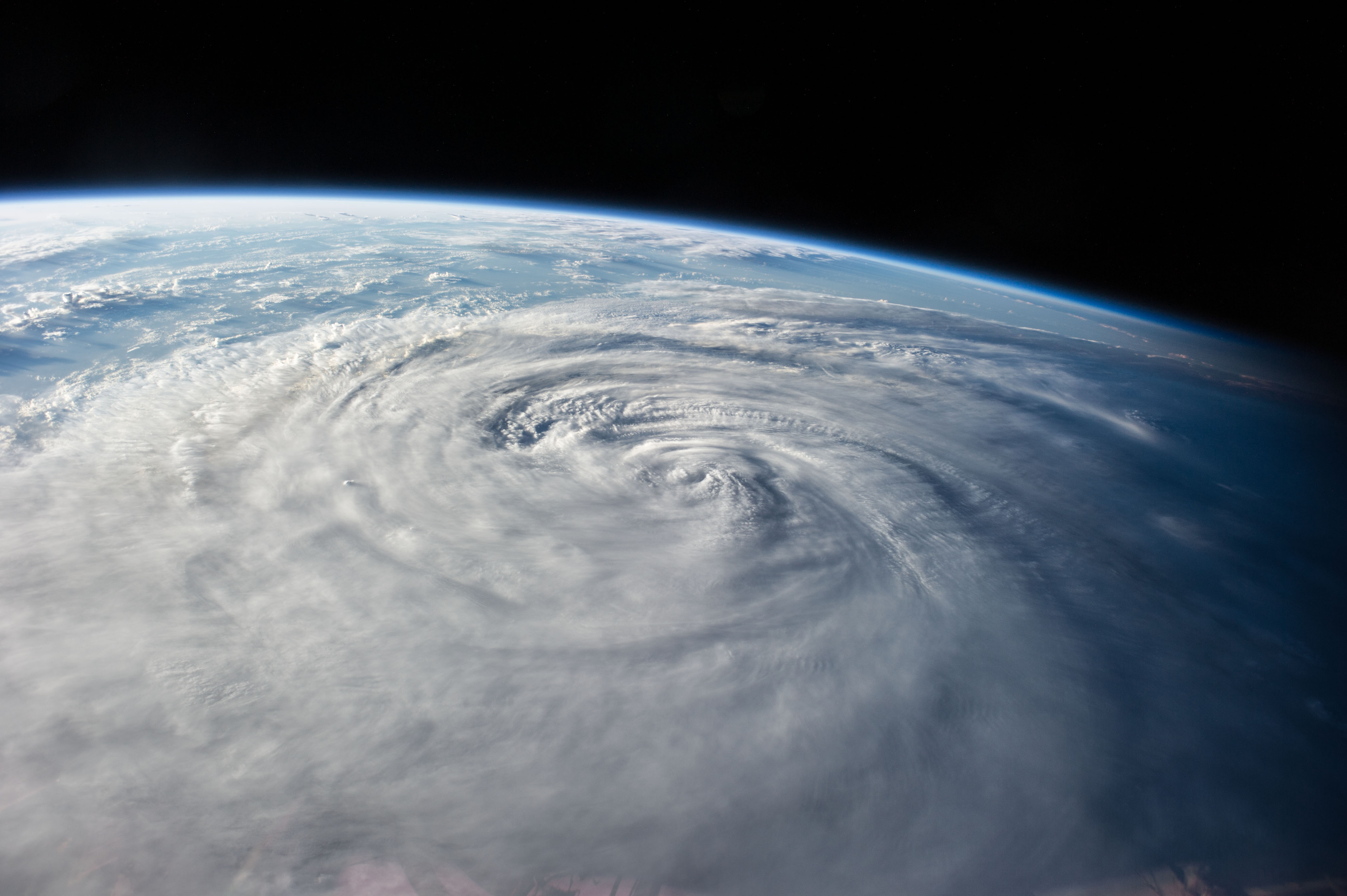
Tajfun pozorovaný z oběžné dráhy

Země má relativně hustou atmosféru složenou ze 78 % dusíku, 21 % kyslíku, 0,93 % argonu, 0,038 % oxidu uhličitého a stopového množství jiných plynů včetně vodních par. Atmosféra chrání povrch Země před dopadem některých druhů slunečního záření. Její složení je nestabilní a silně ovlivněno biosférou. Jde především o velké množství volného dvouatomového kyslíku, který vytvářejí pozemské rostliny a bez nichž by se kyslík v atmosféře v geologicky krátkém čase sloučil s materiály z povrchu Země. Volný kyslík v atmosféře je známkou života. Současná atmosféra je druhotnou atmosférou, kterou pozměnily živé organismy. Primární atmosféra vznikla při zformování planety, obsahovala toxickou směs sopečných plynů, které se uvolňovaly při odplynování magmatu.
Tloušťka jednotlivých vrstev atmosféry (troposféry, stratosféry, mezosféry, termosféry a exosféry) na různých místech planety kolísá v závislosti na sezónních vlivech.
Obloha je na Zemi modrá, protože molekuly vzduchu rozptylují všemi směry proti očím pozorovatele ze zemského povrchu ze všech barev slunečního světla nejvíce právě modrou.
Celková hmotnost atmosféry je asi 5,1×1018 kg, tedy přibližně 0,000 000 9 celkové hmotnosti Země.

#### Klima

Klimatické pásy na Zemi

Klima na Zemi je dlouhodobě stabilní, ale mění se v závislosti na zeměpisné šířce. Nejteplejší je v tropech okolo rovníku, nejstudenější pak v polárních oblastech.
V historii života na Zemi se klima mnohokrát změnilo, ale vždy umožnilo přežití živých organismů. Ve čtvrtohorách dochází k opakujícím se dobám ledovým, které střídají teplejší období. Poslední doba ledová skončila před asi 10 000 lety.

#### Počasí

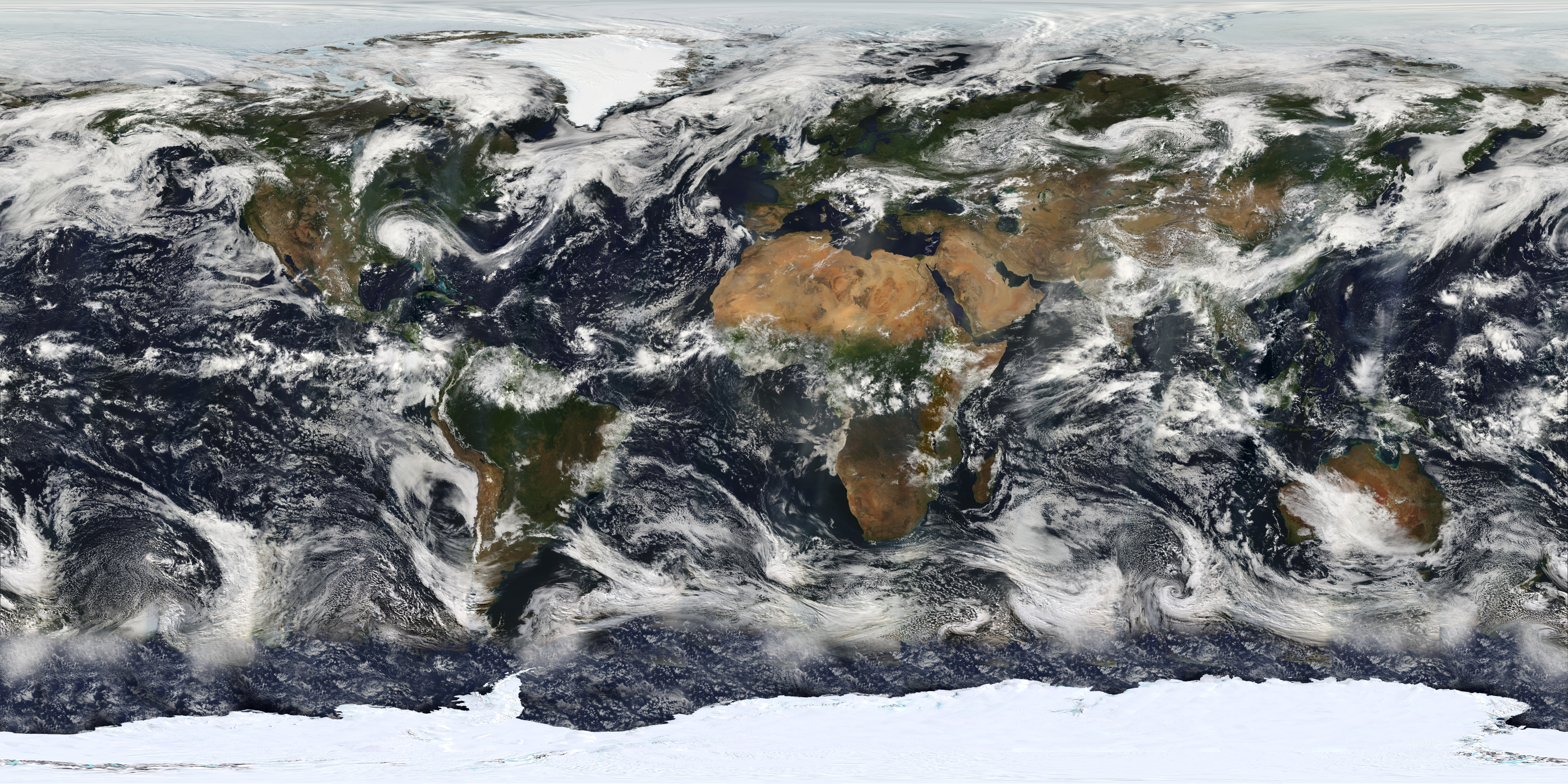
Satelitní snímek mraků na Zemi (NASA Moderate-Resolution Imaging Spectroradiometer)

Počasí je okamžitý stav v ovzduší na určitém místě. Je dáno stavem všech atmosférických jevů pozorovaných na určitém místě a v určitém krátkém časovém úseku nebo okamžiku. Tento stav se popisuje souborem hodnot meteorologických prvků, které byly naměřeny meteorologickými přístroji nebo zjištěny pozorovatelem (např. teplota vzduchu, stav oblačnosti, rychlost a směr větru, déšť, sněžení apod.)
Změny počasí jsou způsobeny především zemskou rotací. Ohromné masy vzduchu a vody vlivem zemské rotace mají, při pohybu v poledníkovém směru, na severní polokouli tendenci stáčet se ve směru chodu hodinových ručiček. Na jižní polokouli se tyto masy stáčejí opačným směrem.

#### Oblačnost
Oblačnost je mírou, jež udává stupeň pokrytí oblohy oblaky. Oblačnost je významným meteorologickým a klimatologickým prvkem. V klimatologii se vyjadřuje v desetinách pokrytí oblohy – 0/10 do 10/10. V synoptické meteorologii se používá osmin – 0/8 až 8/8 pokrytí oblohy oblaky. V obou případech znamená 0/10 nebo 0/8 jasnou bezoblačnou oblohu, 10/10 nebo 8/8 znamená zcela zataženou oblohu.

### Biosféra
O živých organismech na planetě někdy říkáme, že tvoří „biosféru“. Všeobecně se soudí, že život vznikl před 3,7 miliardami let. Země je jediným místem ve známém vesmíru, kde je zcela nepochybná existence života, a někteří vědci věří, že život je ve vesmíru spíše řídkým jevem.
Zemská biosféra je rozdělena do množství biomů, osídlených vždy zhruba typickými organizmy, tedy např. flórou a faunou. Na souši rozdělují biomy především zeměpisná šířka a nadmořská výška. Zemské biomy ležící za polárním kruhem nebo ve velké výšce nad mořem jsou pusté a téměř prosté rostlin a živočichů, nejpočetněji osídlené biomy leží poblíž rovníku. Nejrozšířenější skupinou organizmů jsou však bakterie (asi 5×1030 jedinců), jednobuněčné mikroskopické organizmy. Podobné archebakterie jsou rovněž velice rozšířené, a navíc jsou schopné žít v extrémních podmínkách prostředí. Tyto jednoduché organizmy byly zřejmě prvními obyvateli Země. Až před asi 1,8 – 1,3 miliardami lety vznikla eukaryota, do nichž řadíme i dnešní mnohobuněčné skupiny, jako jsou rostliny nebo živočichové. Rostliny se zpravidla vyživují pomocí fotosyntézy, živočichové se živí organickými látkami (heterotrofně). Mezi živočichy patří i člověk, který osídlil Zemi v posledních několika milionech let.

### Magnetické pole a radiace

Schéma zemské magnetosféry. Sluneční vítr proudí zleva doprava.

Na rozhraní pevného vnitřního jádra a polotekutého vnějšího jádra dochází k pohybu těchto dvou sfér vůči sobě, čímž se vnitřek Země chová jako dynamo a dochází tak ke generování magnetického pole. Magnetické pole vystupuje z nitra planety v podobě uzavřených siločar a sahá až několik desítek tisíc km nad povrch okolo Země. Planeta je tak chráněna štítem v podobě magnetosféry, který odklání dopadající vysokoenergetické částice vycházející ze Slunce. Působením Slunce dochází k tomu, že magnetosféra není na všechny strany stejně velká, ale na přivrácené straně ke Slunci je zdánlivě zatlačena blíže k Zemi a na odvrácené straně je naopak více protažena do okolního vesmíru.

#### Radiační pásy
Geomagnetické pole odklání a zachytává protony a elektrony, které jsou k planetě vysílány ze Slunce. Tyto energetické částice jsou následně odkláněny do míst, kde dochází k jejich akumulaci do několika oblastí okolo Země. Tyto oblasti se nazývají Van Allenovy pásy. Pásy se rozdělují na vnitřní a vnější v závislosti k poloze Země. K objevení vnitřních pásů došlo po vypuštění první americké sondy Explorer 1 a vnější pásy byly objeveny na základě údajů ze sovětské sondy Luna 1.
Van Allenovy pásy začínají ve výšce přibližně 400 km nad zemským povrchem a sahají až do vzdálenosti 50 000 km. Vnitřní radiační pás je tvořen zhuštěním částic v oblasti okolo 3000 km nad povrchem. Těmito částicemi jsou protony s velkou energií. Vnější oblast zhuštění se nachází ve výšce zhruba 15 000 km; je tvořena vysokoenergetickými elektrony.

## Oběžná dráha
Země oběhne Slunce za 365,2564 průměrných slunečních dní (1 siderický rok). Ze Země to dává zdánlivý pohyb Slunce vzhledem ke hvězdám o rychlosti 1 °/den, tj. pohyb směrem na východ o sluneční či měsíční průměr za každých 12 hodin. Rychlost oběhu Země je v průměru asi 30 km/s, což stačí k uražení vzdálenosti zemského průměru (~12 700 km) za 7 minut a vzdálenosti Země – Měsíc (384 000 km) za 4 hodiny.
Země má jeden přirozený satelit, Měsíc, který kolem ní oběhne jednou za 27 1/3 dnů. Ze Země se to jeví jako pohyb Měsíce vzhledem ke Slunci a hvězdám o rychlosti 12 °/den, tj. o měsíční poloměr směrem na východ každou hodinu.
Viděno ze zemského severního pólu jsou pohyb Země, jejího měsíce a její rotace kolem osy všechny proti směru hodinových ručiček. Roviny orbity a rotace se přesně nekryjí. Zemská osa je vychýlena zhruba o 23,5 stupňů proti rovině Země – Slunce (proto se střídají roční období); a rovina Země – Měsíc má sklon asi 5 stupňů proti rovině Země–Slunce (jinak bychom pozorovali zatmění každý měsíc). Poloměr Hillovy sféry (sféry vlivu) Země je asi 1,5 Gm (1,5 miliónu km), do čehož se oběžná dráha jediného přirozeného satelitu (Měsíce) pohodlně vejde.
V inerciální vztažné soustavě podléhá zemská osa pomalému precesnímu pohybu s periodou 25 725 let, stejně jako nutaci s hlavní periodou 18,6 let. Tyto pohyby jsou vyvolány diferenciálním vlivem Slunce a Měsíce na rovníkovou deformaci způsobenou zploštěním Země. Ve vztažné soustavě spojené se zemským tělesem je její rotace také lehce nepravidelná kvůli pohybu pólů. Pohyb pólu je kvaziperiodický, obsahující roční složku a složku se čtrnáctiměsíčním cyklem zvanou Chandlerova perioda. Rychlost rotace vlivem slapových sil v průběhu času klesá, jev je známý jako proměnná délka dne.
V současné době nastává zemský perihel vždy kolem 3. ledna a afel kolem 4. července. V jiných dobách tomu bylo jinak, viz precese a Milankovičovy cykly.

### Rotace kolem své osy

Snímky zemské rotace pořízené DSCOVR EPIC 29. května 2016 několik týdnů před slunovratem

Rotace Země kolem její osy spojující severní a jižní pól trvá 23 hodin, 56 minut a 4,091 sekund (1 siderický den). Ze Země se hlavní část zdánlivého pohybu nebeských těles na obloze (kromě meteorů, které jsou mezi atmosférou a nízko obíhajícími satelity) jeví jako pohyb směrem na západ o rychlosti 15 °/h = 15'/min, tedy o sluneční nebo měsíční průměr každé dvě minuty. Z fyzikálního hlediska se Země chová jako obří setrvačník. Zemská osa nemá neměnnou polohu, např. silné zemětřesení v Japonsku v roce 2011 ji vychýlilo asi o 16 cm.

#### Časová pásma
Vlivem rotace Země kolem své osy se postupně přesunuje oblast odkloněná od Slunce, což se na povrchu projevuje jako příchod a odchod noci. Z tohoto důvodu vznikla mezinárodní dohoda, která rozdělila celý zemský povrch na 24 časových pásem se středy na polednících po 15° a šířce od −7,5° do +7,5° vzhledem k střednímu poledníku. Pásmový čas, který je stejný v každém pásmu, se počítá dle času na středním poledníku (0°, 15°, 30° atd.). Tento čas se následně dopočítává vzhledem ke koordinovaného světového času, kdy posun je většinou určen celistvým počtem hodin a to buď v podobě plus či minus.

### Střídání ročních období

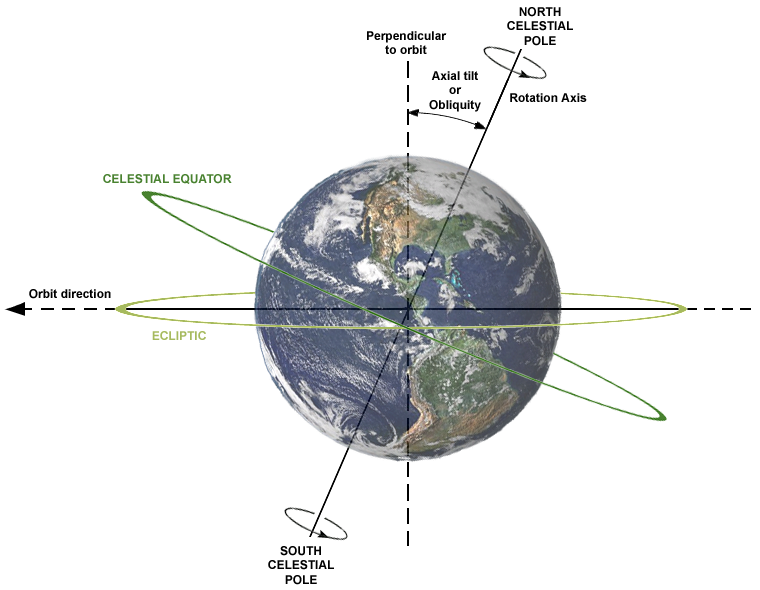
Sklon zemské osy

Vlivem sklonění rotační osy Země o 23,5° se mění množství světla a tepla, které dopadne během dne na osvětlenou část severní či jižní polokoule. Tato skutečnost se na Zemi projevuje střídáním ročních období v pořadí jaro, léto, podzim a zima. Jelikož se ke Slunci vždy více přivrací pouze jedna polokoule, je střídání ročních dob vzájemně prohozené, a tedy se střídá mezi severní a jižní polokoulí. Platí, že když je na jižní polokouli léto, je na severní zima a opačně.
Vzhledem k tomu, že oběžná dráha Země je eliptická, mění se množství světla a tepla v dané vzdálenosti od Slunce. Proto jsou zimy na severní polokouli mírnější, jelikož v té době je Země v oblasti perihélia, a tedy nejblíže Slunci. Naopak léta na severní polokouli jsou oproti létům na jižní polokouli studenější, Země se nachází nejdále od Slunce. Největšího přiblížení ke Slunci Země dosáhne při perihelu, krátce po zimním slunovratu. Nejdále je pří afelu v době letního slunovratu. Země se současně dle Keplerových zákonů nepohybuje po celé své dráze stejně rychle, ale v době největšího přiblížení ke Slunci má současně i největší oběžnou rychlost, což se projevuje v tom, že léto je na jižní polokouli kratší než na polokouli severní. Zima je naopak kratší na severní polokouli. Pro příklad léto na severní polokouli trvá přibližně 93 dní a 14 hodin a na jižní pouze 89 dní a 1 hodinu.

## Měsíc

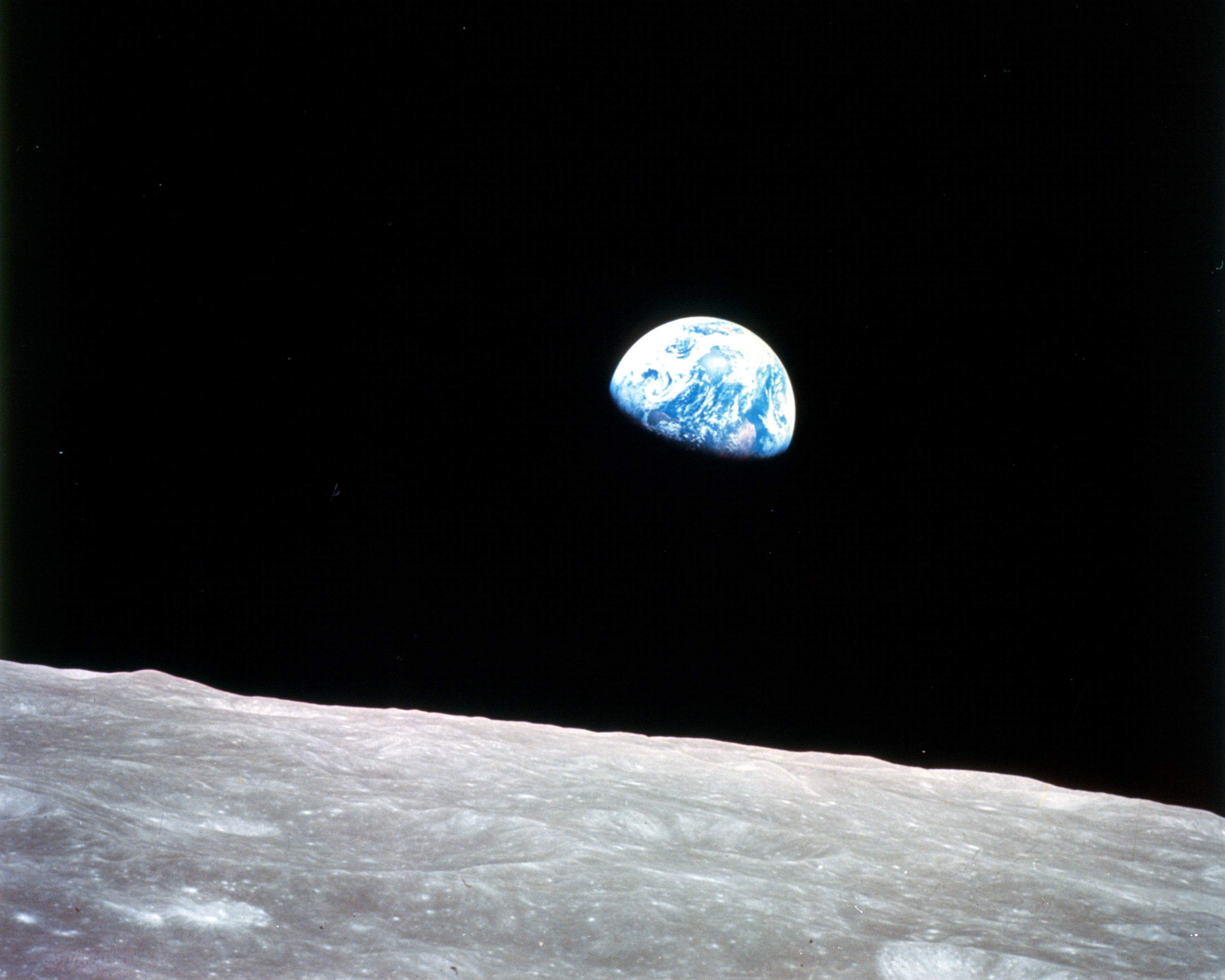
Země vycházející nad Měsícem, snímek pořízený z Apolla 8 za jeho obletu Měsíce, 24. prosince 1968

Měsíc či též Luna je relativně velké terestrické těleso, jehož průměr je asi jedna čtvrtina zemského. S výjimkou Plutova Charona je to v poměru k velikosti planety či trpasličí planety největší měsíc ve sluneční soustavě. Přirozené satelity obíhající kolem planet se nazývají „měsíce“ právě podle pozemského Měsíce.
| Název | Průměr (km) | Hmotnost (kg) | Velká poloosa (km) | Oběžná doba                 |
| ----- | ----------- | ------------- | ------------------ | --------------------------- |
| Měsíc | 3 474,8     | 7,349×1022    | 384 400            | 27 dnů, 7 hodin, 43,7 minut |

Gravitační síly mezi Zemí a Měsícem způsobují na Zemi příliv a odliv. Tatáž síla působící na Měsíc vedla k jeho vázané rotaci: jeho rotační perioda je rovna době, která je potřebná k jeho oběhu kolem Země. Následkem toho je přivrácen k planetě stále stejnou stranou. Jak Měsíc obíhá Zemi, jsou Sluncem osvětlovány různě velké části přivrácené strany, což vede k měsíčním fázím. Temná polokoule je oddělena od osvětlené slunečním terminátorem.
Měsíc dramaticky ovlivnil vývoj života tím, že brání prudkým změnám podnebí. Paleontologické důkazy a počítačové simulace ukazují, že výchylka zemské osy je stabilizována jeho slapovými interakcemi. Někteří teoretikové věří, že bez této stabilizace by točivý moment od Slunce a planet na zemskou rovníkovou deformaci způsobil chaotickou nestabilitu rotační osy, jako je tomu u Marsu. Pokud by se zemská osa rotace přiblížila rovině ekliptiky, podnebí by začalo být extrémně nepříznivé s obrovskými sezónními rozdíly. V létě by byl pól nasměrován přímo směrem ke Slunci, zatímco po celou zimu by byl od Slunce odvrácen. Planetologové, kteří tento jev studovali, prohlašují, že by vedl k vyhynutí všech větších zvířat a vyšších forem života. Toto téma však zůstává kontroverzním, další studie Marsu — který sdílí zemskou rotační periodu a vychýlení osy, nikoliv však velký měsíc ani tekuté jádro — mohou poskytnout na tuto problematiku jiný náhled.
Gravitační působení Měsíce spolu se slapovými jevy způsobuje nepatrné zpomalování zemské rotace. Protože platí zákon zachování hybnosti, Měsíc se díky tomu zvolna vzdaluje od Země.

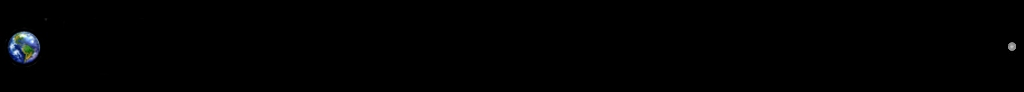

Široce přijímaná teorie o původu Měsíce prohlašuje, že se zformoval po kolizi rané Země s protoplanetou velikosti Marsu (teorie velkého impaktu). Tato hypotéza (mezi jinými věcmi) vysvětluje relativní nedostatek železa a těkavých prvků na Měsíci a fakt, že jeho složení je téměř identické se zemskou kůrou.
Měsíc má, viděno ze Země, téměř stejnou úhlovou velikost jako Slunce (které je však 400× vzdálenější). Díky tomu lze na Zemi pozorovat úplná i prstencovitá zatmění Slunce.

### Další planetky

Dráha asteroidu Cruithne, který má se Zemí sladěnou oběžnou dráhu

Kromě Měsíce není znám žádný přirozený vesmírný objekt, který by dlouhodobě obíhal kolem Země. Bylo však objeveno několik planetek, které obíhaly kolem Země krátkou dobu.
- V roce 2006 byl nalezena planetka 2016 RH120. Obíhal kolem Země do poloviny roku 2017, kdy její gravitační pole opustila.

- V roce 2020 bylo projektem Catalina Sky Survey (CSS) objeveno těleso 2020 CD3. Analýzou dráhy se zjistilo, že v tu dobu obíhalo Zemi již nejméně jeden rok. Nejdále bylo od ní 1,2 milióny km, nejblíže se přiblížilo na 41 000 km
Podle jeho jasnosti by mělo jít o objekt o velikosti 1–2 m. Vzhledem k neobvyklé dráze není vyloučeno, že jde o umělé těleso, např. poslední stupeň nosné rakety.

Existují však planetky, které sice přímo neobíhají Zemi, ale jsou ovlivňovány jejím gravitačním polem a mají s ní sladěnou oběžnou dráhu.
- Od roku 1986 je znám asi 5 km velký asteroid 3753 Cruithne, který má sice protáhlou eliptickou dráhu (k Slunci se přibližuje téměř na vzdálenost Merkuru a v nejvzdálenějším bodě dráhy je až za drahou Marsu), ale jeho oběžná doba je prakticky shodná se Zemí: 364,01 dne.

- V roce 2011 byla pomocí infračerveného kosmického dalekohledu WISE objevena planetka 2010 TK7, která obíhá Slunce po téměř stejné dráze jako Země, ale 60° před ní.[34] Je to tedy první známý trojan Země. Jeho velikost je však jen několik set metrů.

### Slapové jevy
Měsíc spolu se Sluncem působí svým gravitačním vlivem – slapovými silami – na Zemi a způsobuje relativně malé deformace jejího tvaru. Nejznámějšími a nejvíce viditelnými slapovými jevy jsou příliv a odliv. Vzhledem k periodě, s jakou zdánlivě obíhá Měsíc kolem Země – tedy 24 h 50 min, se projevují s poloviční periodou přibližně 12 h (během jednoho dne nastane dvakrát příliv a dvakrát odliv).

## Obyvatelnost

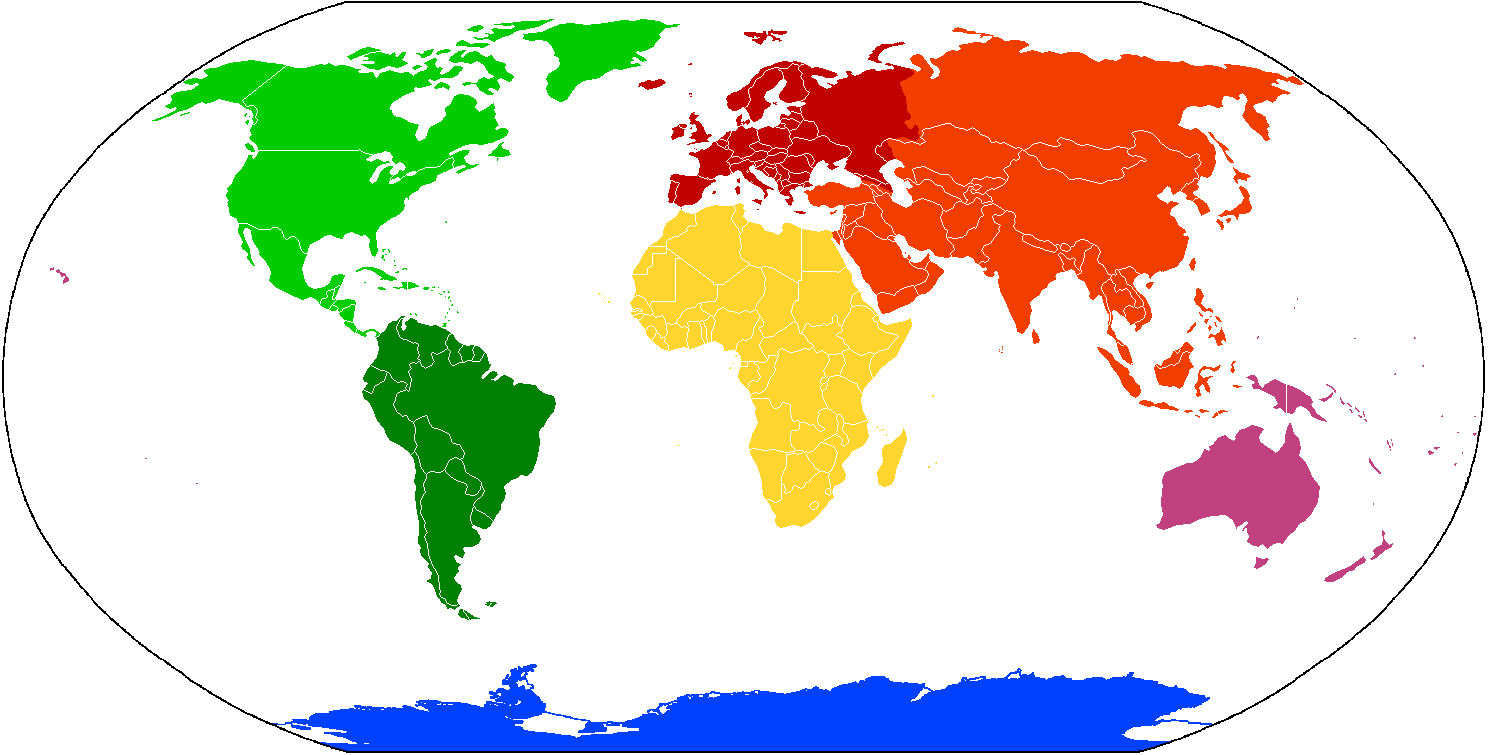
Sedm kontinentů Země
Severní Amerika
Jižní Amerika
Antarktida
Evropa
Afrika
Asie
Austrálie

Přítomnost velkého množství živých organismů na Zemi je zjevná již z vesmíru. Poukazují na to obrovské zalesněné plochy, vystupující korálové útesy a v neposlední řadě i velké množství kyslíku v zemské atmosféře, který se tam dostal jako produkt několika miliard let fotosyntézy sinic a rostlin.
Jako jediná známá planeta, na níž se vyvinul a přetrval život, se Země stala prototypem obyvatelné planety. Vzdálenost Země od Slunce, přítomnost atmosféry a její vhodné chemické složení umožňují, aby se na většině jejího povrchu udržela voda v kapalném skupenství. Tím je splněna základní podmínka, kterou podle současných představ potřebuje život ke svému vzniku. Od svého vzniku obývají živé organismy tuto planetu už asi 3,8 miliardy let, což představuje přes čtyři pětiny její historie.
V současnosti je Země obydlena podle odhadů řádově 1033 jednotlivých živých organismů, které patří do více než 1,5 milionu druhů. Formy života jsou rozmanité od nejjednodušších bezjaderných mikroskopických jednobuněčných (prokaryot) přes větší jednobuněčné prvky s jádrem až po mnohobuněčné; řasy, rostliny, houby a živočichy. Současné druhy však pravděpodobně představují pouze zlomek všech druhů, které se na Zemi vyskytovaly v minulosti. Živé organismy obývají celý povrch Země, určitou vrstvu pod povrchem a spodní části její atmosféry. Nacházejí se i na těch (z hlediska člověka) nejextrémnějších stanovištích: v hlubinách oceánských příkopů bez slunečního světla a tepla, kde je vše vystaveno obrovskému hydrostatickému tlaku, v horkých sirných pramenech, v Antarktickém ledu, v nejsušších pouštích i v oblastech bez dýchatelného kyslíku. Oblast Země obydlena živými organismy se nazývá biosféra.
Biosféra a neživé složky přírody, jako litosféra, hydrosféra a atmosféra, jsou navzájem těsně propojeny. Podílejí se na koloběhu mnoha látek, z nichž nejznámější je koloběh vody. V přírodě je však možné popsat koloběh mnoha klíčových sloučenin a prvků, například koloběh kyslíku, koloběh uhlíku, koloběh vápníku a podobně. Na všech těchto procesech se podílejí jak živé, tak neživé složky přírody a život na Zemi by bez těchto koloběhů nebyl možný.
Země je také domovskou planetou lidstva, které žije v přibližně 200 nezávislých státech. K dubnu 2014 žilo na Zemi přibližně 7 158 138 650 lidí. Část povrchu Země, která je obydlena nebo zřetelně změněna člověkem, se nazývá noosféra. Budoucnost planety Země a otázka její další obyvatelnosti pro člověka i život obecně je v současnosti hojně diskutovaným tématem. Jisté je, že v časovém horizontu příštích stovek milionů až miliard let obyvatelnost Země pro většinu forem života zcela zanikne.

## Země vkultuře

### Jméno planety
Planeta Země má obrovské množství názvů v závislosti na jednotlivých kulturách či jazycích. Mezi nejpoužívanější patří označení Gaia, které vyjadřuje slovní spojení „matka Země“. Jedná se o dceru Chaosu a manželku Úranovu, kterému porodila Titány, jež později vyvolali válku mezi giganty a olympskými bohy.